# Vauvise
Die Vauvise ist ein Fluss in Frankreich, der im Département Cher in der Region Centre-Val de Loire verläuft. Er entspringt im Gemeindegebiet von Nérondes und entwässert generell in nördlicher Richtung. Bei Saint-Bouize erreicht die Vauvise den Canal latéral à la Loire (dt. Loire-Seitenkanal), unterquert diesen und mündet nach insgesamt rund 57 Kilometern beim Ort Saint-Thibault, im Gemeindegebiet von Saint-Satur, als linker Nebenfluss in die Loire.

## Orte am Fluss
(Reihenfolge in Fließrichtung)
- Nérondes
- Villequiers
- Jussy-le-Chaudrier
- Sancergues
- Saint-Martin-des-Champs
- Saint-Bouize
- Thauvenay
- Ménétréol-sous-Sancerre
- Saint-Satur